# 마한
마한(馬韓)은 고대 한민족의 54개 부족국가 연맹체이다. 마한은 삼한의 기간(基幹)으로서 가장 넓은 지역에 걸쳐 있었다. 그 범위는 한강 유역(경기도)으로부터 충청도·전라도에 퍼져 있었으며, 월지국(目支)·백제(伯濟) 등 54개국이 지역적 연합체를 이루고 있었다. 후에 부여 등 북방계 유이민을 중심으로 형성된 백제(百濟)가 마한 세력을 병합, 흡수했다.
369년 백제와 일본 연합군의 공격을 받아 영토를 잃고 근초고왕대에 영토를 상당부분 잃었으며 530년경에 최종적으로 백제에 흡수된다. 마한은 중앙집권체제가 아닌 소국들의 연맹체였다. 기원전 18년 이후의 군주의 이름, 시호는 기록이 실전되었다.

## 개요
마한은 삼국시대 이전부터 한반도에 있던 삼한(三韓) 중 가장 큰 정치 집단으로, 54개 소국의 통칭이다. 마한은 서해에 접하고, 동쪽은 진한(辰韓), 남쪽은 변한(弁韓)에 접해 있었다. 한강 이남 서울남동부를 중심으로 했던 나라 등 54개국의 지역적 연합체를 이루고 있었다. 이 마한의 54개 부족국가는 지금의 경기도·충청북도·충청남도·전북특별자치도·전라남도에 해당하며, 그 외에도 강원특별자치도 서부와 황해도 남부까지 세력권으로 하였다. 삼한시대 마한이, 진한과 변한을 모두 지배하였다.
마한인은 정주민이며 농업 중심이다. 이와 더불어 마한지역에서는 그 당시 한반도 동남부 변한이나 진한의 초기 철기시대(세형동검문화단계) 유물과 비교해 청동기 유물이 풍부하게 출토되고 있다. 이 시대부터 대두되고 있던 선진적인 정치 집단의 존재를 반영하고 있다. 철기가 유입되기까지 이들은 청동기의 제작과 교역을 통하여 중남부 각지의 세력집단들에게 상당한 영향력을 행사하고 있었던 것으로 짐작된다. 경기도 고양·용인, 충청남도 부여, 전라남도 영암 등지에서 각종 청동기 거푸집(鎔范)이 발견되어 청동기 제작 사실을 뒷받침해 주고 있다.
'마한'이라는 명칭에 대해서 조선 후기 학자 김정호는 '馬'이 '크다'는 뜻으로 쓰였으며 삼한 중 가장 큰 한을 의미한다는 견해를 제시하였다.
《삼국지(三國志)》〈위서(魏書)〉동이전(東夷傳)에는 마한지역에 위치한 54개 소국(小國)의 명칭이 열거돼 있다.큰 것은 1만여 가(家), 작은 것은 수천 가였다고 한다.규모가 큰 나라의 지배자는 ‘신지(臣智)’, 작은 것은 ‘읍차(邑借)’라고 하였다.
마한의 전체 호수(戶數)는 10여만 호였으며, 큰 나라는 1만여 호, 작은 나라는 수천 호였다. 특히, 목지국(目支國)은 진국의 중심지였을 뿐 아니라 삼한시대에도 목지국의 왕은 진왕(辰王)이라 일컬어 마한과 진한 여러 나라의 맹주대접을 받았으며, 삼한의 초기에는 그 세력이 진한과 변한에까지도 영향을 미쳤다고 한다. 진한과 변한은 총 호수가 4~5만인데, 큰 나라는 4~5천 호였고, 작은 나라는 6~7백 호에 지나지 않았다. 이 중 북방에서 이주해온 부여족(扶餘族)계통인 온조(溫祚)집단을 중심으로 형성된 백제국(伯濟國)이 마한에서 점차 세력을 확대했고 4세기 중엽(백제 근초고왕 재위기)이 마한 연맹체를 통일했다.
김부식의 《삼국사기》에 따르면, 마한은 기원 후 8년에 온조왕이 다스리는 백제에 병합되었고, 9년에 멸망하였다고 한다. 그러나, 121년 고구려의 태조대왕이 현토성과 요동 공격에 마한의 군사를 동원한 기록도 있다. 이는 온조왕 때에 백제가 마한의 부족국가 연맹체를 해체·흡수한 것이 아니라 목지국을 대체할 연맹체 내의 우두머리 국가로 부상하였고, 한반도 북쪽에도 마한의 세력이 미쳤음을 추정케 한다.

## 역사
한국 고대사에서 정확한 실상을 파악하기란 대단히 어렵다. 김부식의 《삼국사기(三國史記)》와 일연의 《삼국유사》 외에는 고대사에 대한 기록이 거의 없다고 볼 수 있다. 다만 일부 후대 기록에서는 조선시대까지는 기원전 2세기 초에 기자조선의 준왕(準王)이 위만(衛滿)을 피하여 바닷길로 달아나, 월지국(月支國)에 세운 나라라는 견해가 있다. 발굴된 유적의 특징으로 볼 때에, 원주민들은 기원전 3세기 이전부터 청동기 문화를 바탕으로 한반도 서남부를 중심으로 정치집단을 이루었고, 목지국을 중심으로 한 소국연맹의 형태를 유지한 것으로 보인다. 실제 마한지역 소국 중에는 백제처럼 북방계 유이민의 정착을 계기로 하여 형성된 집단도 있고 초기 철기문화를 배경으로 대두되는 집단도 있어 그 형성 시기가 일정하지는 않은 듯하다.
그러나 준왕 기원설은 조선시대 이래 준왕 남래를 역사적 사실로 받아들이고 마한의 성립 계기로 이해해 온 것에서 보듯, 중화사상에 의한 후대의 부회(附會)가 어느 정도 영향을 미쳤다는 견해도 있다. 준왕 기록은 《사기》와 《한서》에 보이지 않고 《삼국지》에서 처음 보인다는 점에서 사료적으로 재검토가 필요하기 때문이다. 문헌사료상 마한의 등장 시기를 근거로 마한의 성립 시기를 기원전 1세기 이후로 보는 견해가 있다.
최근 학계는 마한의 본격적 성립은 위만조선 멸망 후 유민 유입부터라고 보는 추세다.
3세기 전반 마한소국연맹체의 맹주는 목지국(《삼국지》에는 月支國으로 되어 있음)의 진왕(辰王)이었다. 마한을 형성한 주체에 대해서는 고예맥족(古濊貊族 : 개마족)이 남하한 선주(先住) 토착 집단이라는 견해도 있고, 북마한(北馬韓)이 남쪽으로 이주한 세력이라는 주장도 있다. 목지국의 위치는 충청남도 직산·성환·아산만 일대 또는 공주, 전라북도 익산 등지에 비정되고 있으나 정확한 위치는 알 수 없다. 목지국이 언제부터 마한 소국 연맹체의 맹주가 되었는지는 잘 알 수 없으나, 《삼국지》에는 진·변한 24국 중 12국이 목지국진왕에게 종속되어 있었다는 기록이 있어, 진왕이 진·변한의 일부 지역에 대하여 영향력을 행사하였던 것으로 보인다.
백제가 체제를 정비하고 고대국가로 발전하기 시작한 고이왕(古爾王) 시기부터 마한의 중심 세력이 목지국에서 백제로 이동했다고 추측되고 있다. 이후에도 마한의 일부 세력은 전라남도 해안 지방에서 독자적으로 명맥을 유지했다는 주장이 제기되고 있다. 일부 역사가들은 근초고왕 때 마한이 완전히 병합된 것으로 본다. 《일본서기(日本書紀)》에 따르면 일본은 369년 백제와 연합해 한반도 서남부의 침미다례(忱彌多禮)를 정복하고 그 땅을 백제에 하사하였다고 한다. 이 기사는 정황 상 일본이 주체라고 보기 어렵기 때문에 일반적으로 백제 근초고왕(近肖古王)이 마한 전체를 통일한 기록으로 해석하고 있다.
하지만 최근에는 영산강 유역에서 땅을 파서 돌방을 만드는 백제의 무덤과 달리 흙을 쌓아서 그 위에 돌방을 만들고 옹관묘를 안치하는 마한식 무덤이 출토되고 있는 점, 백제의 행정구역이 6세기 중엽에 이르러 22담로에서 37군으로 바뀌는 점, 6세기 즈음 백제의 양식과 다른 금동관이 발견된 점을 들어 마한의 잔여세력이 영산강 유역에서 독립적 혹은 자치적으로 6세기 중엽까지 존재했을 것이라는 학설이 주장되고 있다.
2023년 11월 7일, 전라북도 고창군에서  ‘고창 봉덕리 봉덕고분’ 발굴과 관련해 유물을 공개했다.

## 문화 사회적 특징
마한의 문화적 특징은 다음과 같다.
- 성곽은 없으며, 활, 방패, 창 등을 잘 다루었다.
- 청동기 유물을 풍부하게 활용했다.
- 집은 초가지붕에 흙으로 벽을 세웠으며, 문을 윗쪽으로 내었다.
- 옥을 좋아하고, 금, 은, 비단을 중요하게 여기지 않았다.
- 농업과 양잠업에 힘썼다.

농업과 양잠·길쌈 등은 마한 전역에서 널리 행해졌다. 특히 평야가 많은 지역에는 벼농사가 일찍부터 행하여졌고, 수리 시설인 저수지도 많이 만들었던 것으로 보인다. 그 외에 목축(牧畜)도 성했으며, 해안 지대에는 어업(漁業)을 행하였다.
이 시기에 이르러 제정은 서로 나뉘게 되었다. 마한의 여러 국읍에는 정치를 맡은 군장 이외에 천신을 제사하는 사람을 각각 따로 두어 이를 천군(天君)이라 일렀다.
그리고 마한 여러 나라의 특별한 지역에는 소도라는 것이 있었다. 이것은 큰 나무를 세워 방울과 북을 달아매고 귀신을 제사하던 곳인데, 본래 이것은 단군설화에 보이는 신단수의 유풍을 받은 것으로서 만주 풍속의 신간(神竿)과도 같이 신역을 상징하는 것이며, 방울과 북은 신을 즐겁게 하는 악기였던 것이다.
이 신역에서는, 도망하여 들어간 죄인도 잡아내지 못할 만큼 법률의 힘도 미치지 못하였던 곳인데, 이것 역시 고대 사회의 공통된 풍습이었다. 그리고 천군은 종교적으로 보면 단군의 원류를 받은 것으로, 뒷날 향무(鄕巫 : 골무당 또는 단골무당)의 근원도 여기에 있다.
이 밖에 마한에서는 연중행사로 5월에 씨뿌리기가 끝나면 귀신에게 제사하고 여럿이 모여 주야로 노래하고 춤을 추고 놀았다. 수십 명이 같이 손발의 장단을 맞추어가며 추었다 하는데, 이것은 지금도 남아있는 전라도 지방의 ‘강강술래’와 같은 노래춤의 근원이라고 할 수 있다.
마한에서는 이러한 제삿노래를 10월에도 행하였다 하는데, 이는 상고 농업사회에서 공통적으로 널리 행하여진 것으로 5월에는 풍년을 기원하는 기년제(祈年祭)이고 10월에는 풍년을 축하하는 것이었다. 장례는 일반적으로 후하게 지냈다. 마한에서는 장사에 관(棺)을 쓰고 곽(槨) 은 쓰지 않았으며, 소와 말도 모두 장사에 썼다고 하는데, 이것은 가축을 순장(殉葬)했다는 의미이다. 이러한 풍습은 뒷날 백제의 문화 기초가 되었다.

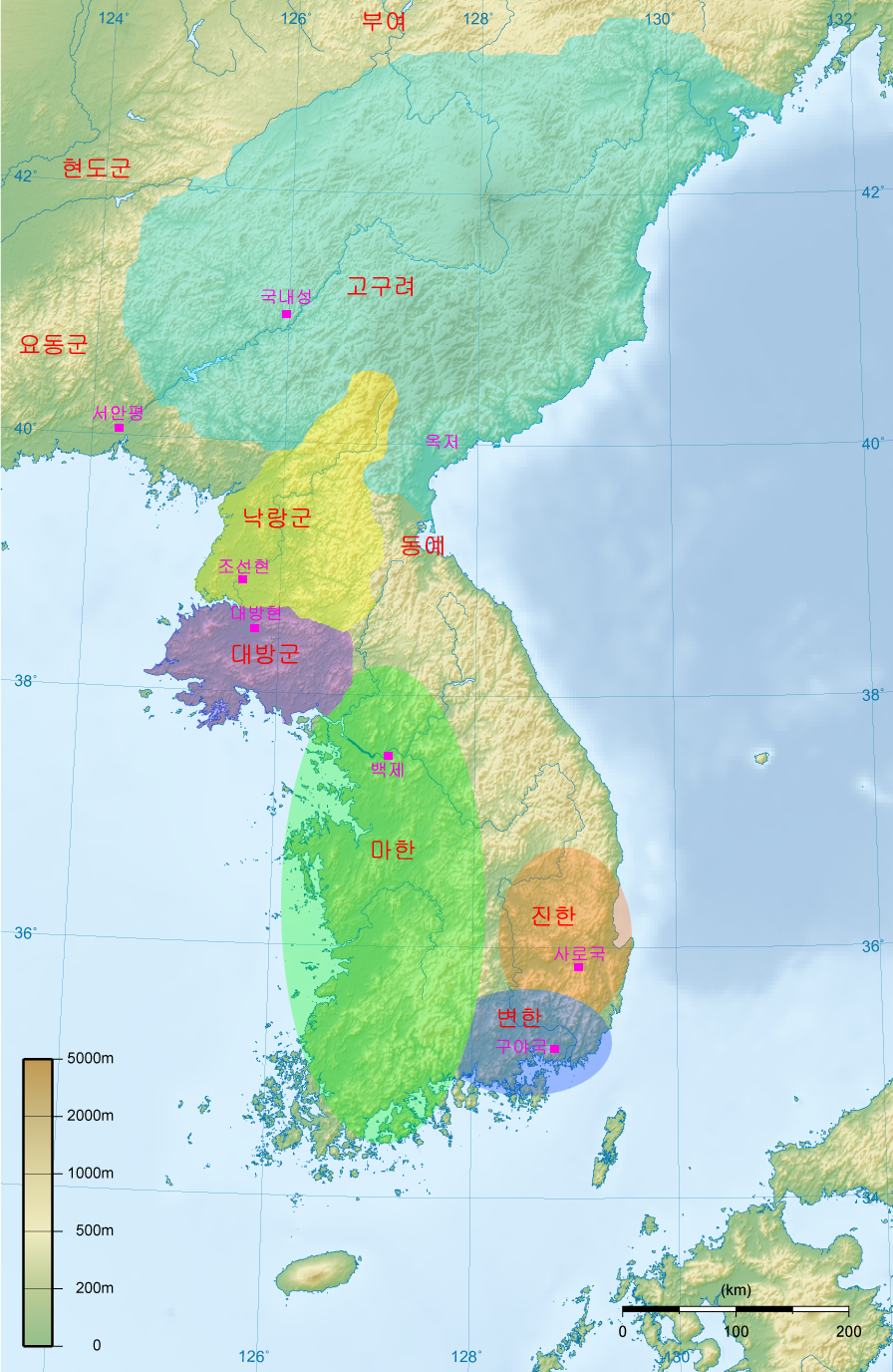
2세기 초 마한

## 마한 54개국
마한의 인구는 큰 나라는 1만여 호 이고, 작은 나라는 수천 호라고 하며, 총 10여만 호라고 기록되어 있다. 이를 추산한 총인구수는 약 50만 명 정도라고 볼 수 있다.
- 감해국(感奚國)
- 감해비리국(監奚卑離國)
- 건마국(乾馬國)
- 고랍국(古臘國)
- 고리국(古離國)
- 고비리국(古卑離國)
- 고원국(古爰國)
- 고탄자국(古誕者國)
- 고포국(古蒲國)
- 구로국(狗盧國)
- 구사오단국(臼斯烏旦國)
- 구소국(狗素國)
- 구해국(狗奚國)
- 내비리국(內卑離國)
- 노람국(怒藍國)
- 대석삭국(大石索國)
- 막로국(莫盧國)
- 만로국(萬盧國)
- 모로비리국(牟盧卑離國)
- 모수국(牟水國)
- 목지국(目支國)
- 백제국(伯濟國)
- 벽비리국(辟卑離國)
- 불미국(不彌國)
- 불사분사국(不斯濆邪國)
- 불운국(不雲國)
- 비리국(卑離國)
- 비미국(卑彌國)
- 사로국(駟盧國)
- 상외국(桑外國)
- 소석삭국(小石索國)
- 소위건국(素謂乾國)
- 속로불사국(速盧不斯國)
- 신분활국(臣濆活國)
- 신소도국(臣蘇塗國)
- 신미국(新彌國)
- 신흔국(臣釁國)
- 아림국(兒林國)
- 여래비리국(如來卑離國)
- 염로국(冉路國)
- 우휴모탁국(優休牟涿國)
- 원양국(爰襄國)
- 원지국(爰池國)
- 일난국(一難國)
- 일리국(一離國)
- 일화국(日華國)
- 임소반국(臨素半國)
- 자리모로국(咨離牟盧國)
- 지반국(支半國)
- 지침국(支侵國)
- 첩로국(捷盧國)
- 초리국(楚離國)
- 초산도비리국(楚山塗卑離國)
- 치리국국(致利鞠國)

## 역대 국왕
| 대수          | 왕명       | 휘     | 재위 기간    | 비고                                                                            |
| ------------- | ---------- | ------ | ------------ | ------------------------------------------------------------------------------- |
| 1             | 준왕(準王) | 준(準) | B.C 194? ~ ? | 단군조선의 말대 국왕, 월지국의 초대 국왕 단, 준왕 기원설을 부정하는 견해도 있음 |
| ?             | ?          | ?      | ? ~ B.C 19년 | 박혁거세 조에 등장                                                              |
| ? (마지막 대) | ?          | ?      | ? ~ 8년      | 온조왕 조에 등장 마지막 왕                                                      |

### 마한 왕계
청주 한씨 족보에 의하면, 마한왕의 역대왕의 명칭과 치세기간이 기록되어 있는데, "(마한 건국~멸망까지 9대)후조선 마지막 哀王(애왕)의 망명 후 馬韓(마한) 건국에서 멸망까지 9代 王位 世系"가 등재되어 있다. 그러나 일반적으로 이러한 족보 속의 왕계보는 숭조사업의 일환으로 왜곡되는 경우가 많아 일부 사학계에서는 실제 역사로 인정하지 않는다. 계왕이 축출된 후에도 마한은 2백년 정도 더 존속했는데 이후의 군주가 누구인지는 기록이 사라져 알 수 없다.
| 대수 | 시호                       | 휘         | 재위 기간           | 비고                                        |
| ---- | -------------------------- | ---------- | ------------------- | ------------------------------------------- |
| 1    | 무강왕(武康王), 애왕(哀王) | 한준(韓準) | B.C ?년~B.C 193년   | 기자조선의 말대 국왕, 월지국의 초대 국왕    |
| 2    | 강왕(康王)                 | 한탁(韓卓) | B.C 193년~B.C 189년 |                                             |
| 3    | 안왕(安王)                 | 한감(韓龕) | B.C 189년~B.C 157년 |                                             |
| 4    | 혜왕(惠王)                 | 한식(韓寔) | B.C 157년~B.C 144년 |                                             |
| 5    | 명왕(明王)                 | 한무(韓武) | B.C 144년~B.C 113년 |                                             |
| 6    | 효왕(孝王)                 | 한형(韓亨) | B.C 113년~B.C 73년  |                                             |
| 7    | 양왕(襄王)                 | 한섭(韓燮) | B.C 73년~B.C 58년   |                                             |
| 8    | 원왕(元王)                 | 한훈(韓勳) | B.C 58년~B.C 33년   |                                             |
| 9    | 계왕(稽王)                 | 한정(韓貞) | B.C 33년~B.C 17년   | 마한의 마지막 왕. 온조왕에게 나라를 빼앗김. |

## 같이 보기
- 고조선
- 위만조선
- 진한
- 변한

## 참고 문헌 및 링크
- 진수 (3세기). 〈권30 오환선비동이전/ (漢文本)〉. 《삼국지》.
- 김광, 《대동사강(大東史綱)》, 대동사강사, 1926
- 글로벌세계백과
- 마한 - 한국민족문화 대백과사전
- 마한&백제 사이트